# Ialmenus
Ialmenus (Grieks: Ιάλμενος) was in de Ilias van Homerus een Griekse held uit Orchomenus. Hij was de tweelingbroer van Ascalaphus en een zoon van Ares. 